# Grand Hotel des Iles Borromées
Il Grand Hotel des Iles Borromées è uno storico albergo di lusso di Stresa sul lago Maggiore in Piemonte.

## Storia
L'albergo venne fondato dai fratelli Omarini negli anni concomitanti e appena successivi all'Unità d'Italia. Questi costituirono, con un capitale iniziale di 1 200 000 lire, la Società Unione dei Grandi Alberghi, presieduta da Arturo Omarini e con sede a Stresa, e procedettero nella primavera del 1860 all’acquisto di alcuni terreni di fronte all’Isola Bella. I lavori di costruzione dell'albergo iniziarono nell’inverno del 1861, e si conclusero con la sua inaugurazione, avvenuta sabato 21 marzo 1863.
Già nel 1868 l'edificio venne ingrandito per far fronte al crescente numero di visitatori con la costruzione di una nuova ala sul lato nord. Fu tuttavia dopo l'apertura del traforo ferroviario del Sempione nel 1906 che si assistette a un'esplosione del volume di visitatori, rendendo necessari ulteriori ampliamenti. Così, nel 1908 venne ingradita la veranda, mentre fra il 1911 e il 1912 l'albergo venne sopraelevato di tre piani.
Dopo essere stato a Stresa nel 1918, lo scrittore statunitense Ernest Hemingway ambientò parte del suo romanzo Addio alle armi del 1929 nell'albergo.

## Galleria d'immagini

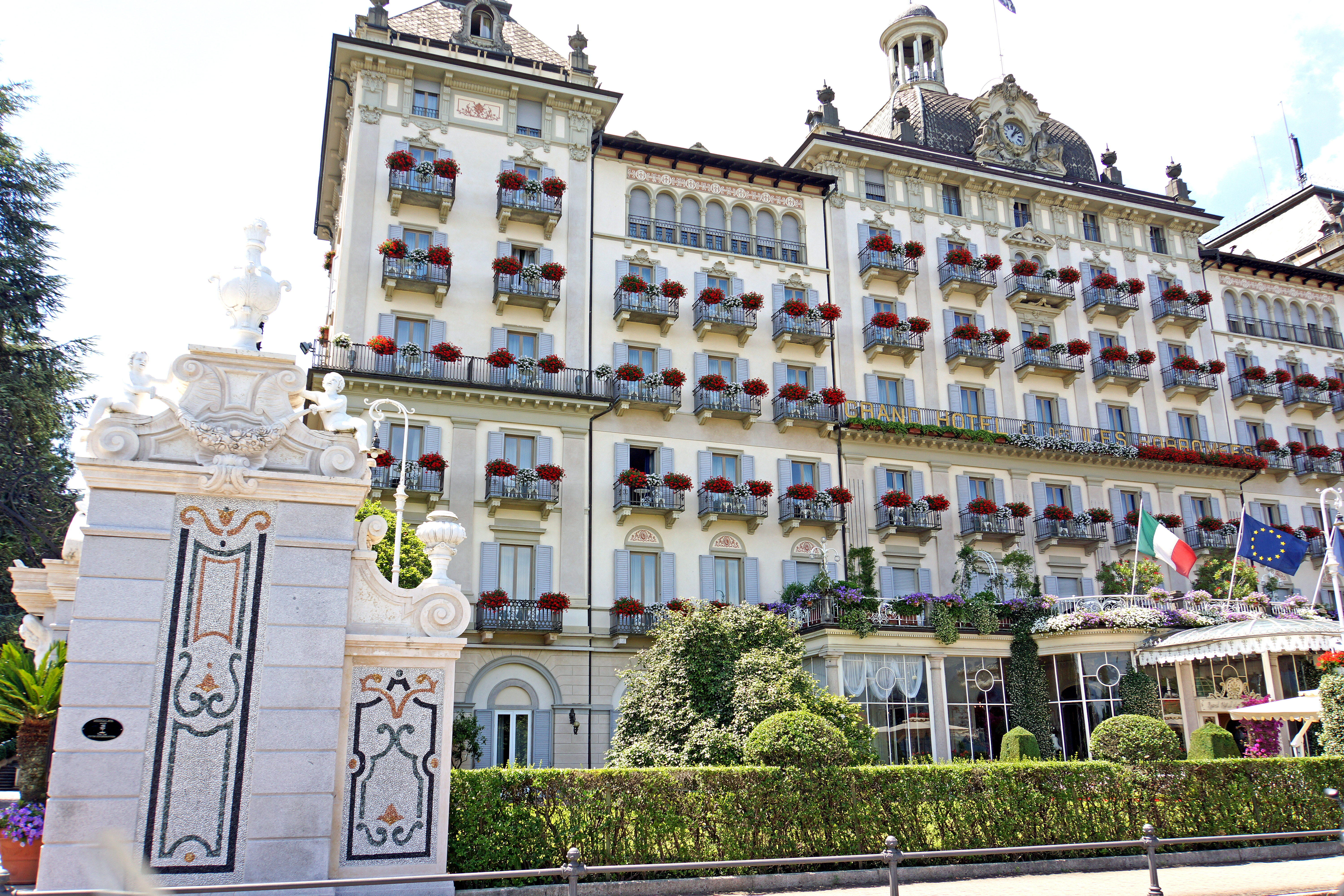
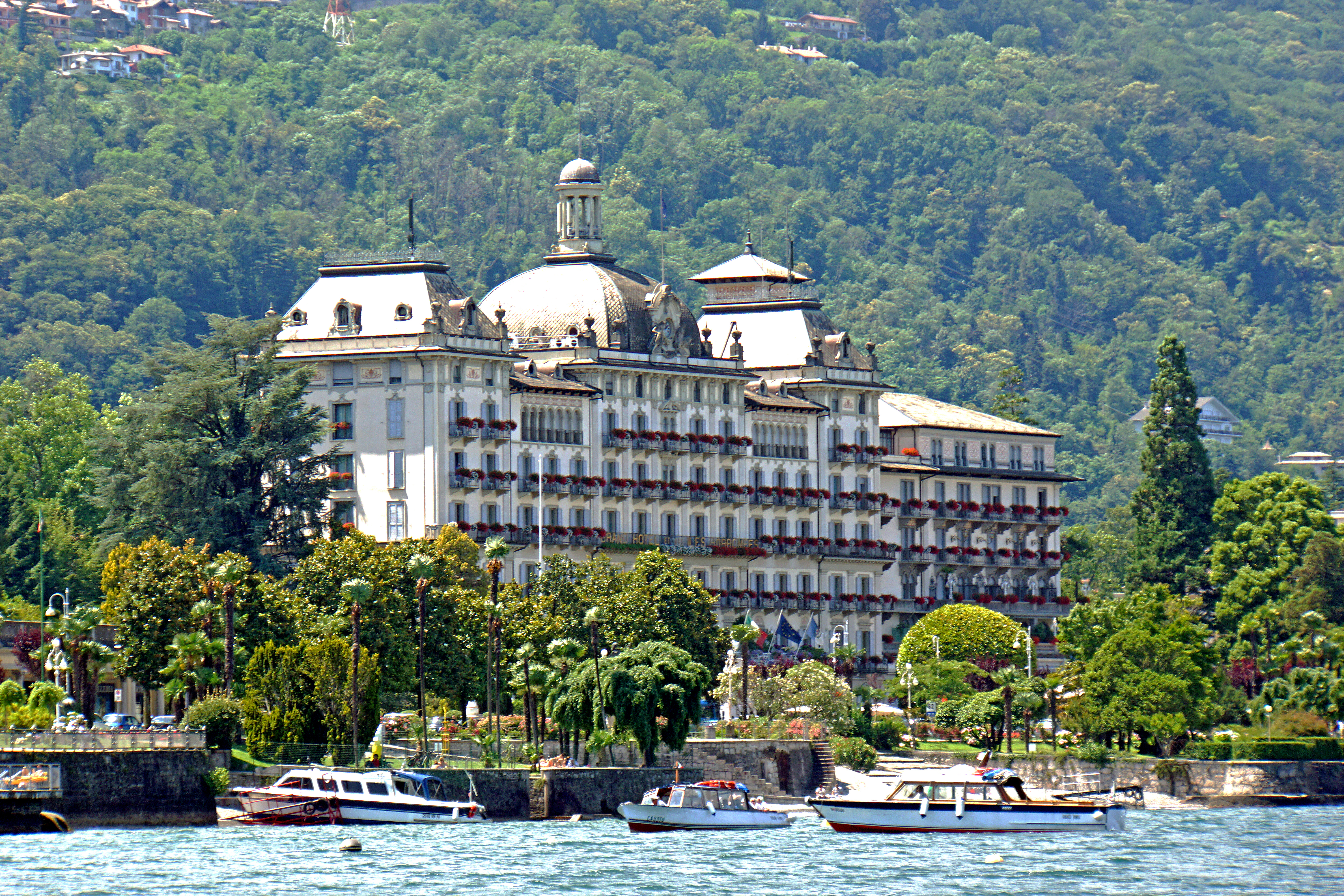
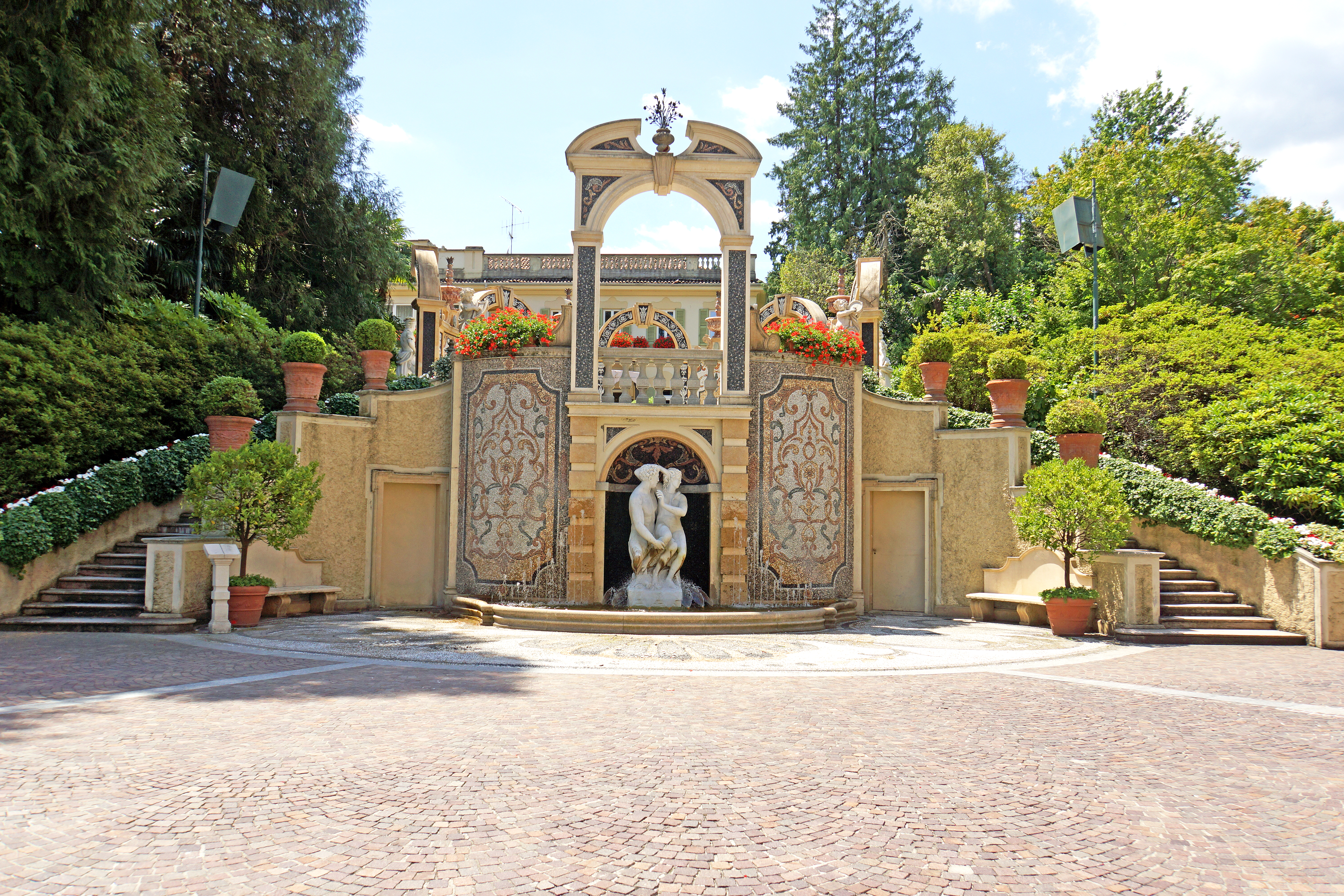